# Klassik-Treffpunkt

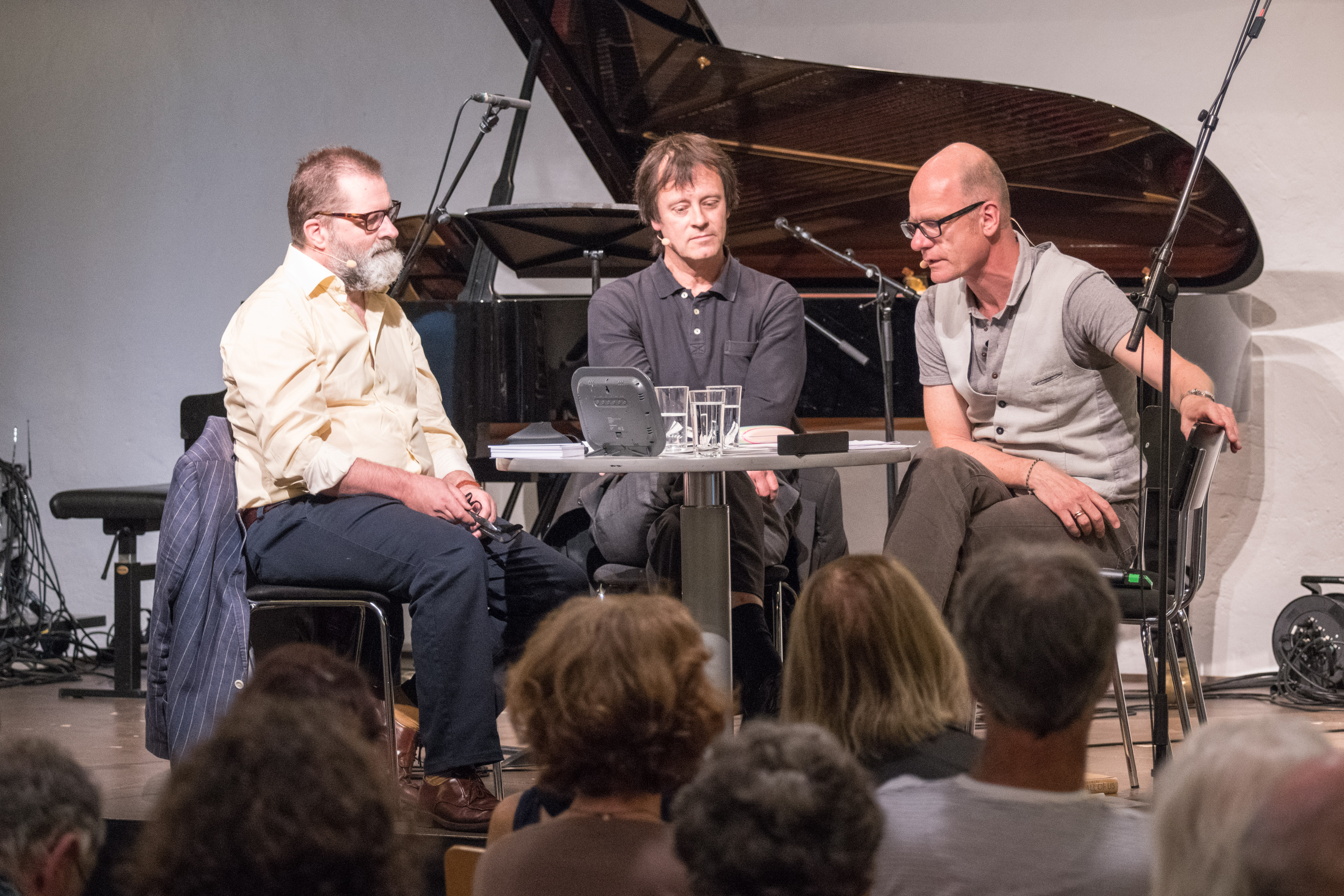
Klassik-Treffpunkt anlässlich der 'Landgänge 2018' im Salzhof Freistadt: Peter Androsch, Bernd Preinfalk, Albert Hosp

Der Klassik-Treffpunkt ist eine seit 1992 wöchentlich ausgestrahlte Sendung von Ö1. Die Radiosendung, die jeden Samstag (mit Sommerpause) abwechselnd von Otto Brusatti und Renate Burtscher moderiert wird, zählt zu den wenigen Livesendungen von Ö1. Vor der Musikredakteurin Renate Burtscher moderierte bis 2009 auch die ORF Kulturchefin Dr. Haide Tenner die Sendung.
Die Sendungen finden bei freiem Eintritt vor Publikum im Radiocafé im Funkhaus in der Argentinierstrasse statt. Vor der Eröffnung des Radiokulturhauses fanden die Sendungen im Virgin Megastore an der Wiener Mariahilfer Straße statt. Damals wurde die Sendung auch von Karl Löbl moderiert. Wie in einer Podiumsdiskussion hat der Moderator einen oder mehrere Gäste, die in einem, meist im lockeren Plauderton geführten Interview zwanglos Rede und Antwort stehen. Dazwischen werden vom Moderator ausgesuchte oder vom jeweiligen Gast mitgebrachte oder gewünschte Musikstücke gespielt. Die Musik bezieht sich nicht nur auf die reine Klassik, sondern schwenkt auch in die Pop- und Rockmusik wie auch in die sogenannte „Neue Volksmusik“ aus. Gäste sind vor allem Musiker, Stars der Wiener Opernhäuser, aber auch Film- und Theaterregisseure, Schauspieler oder Kabarettisten. Fixer Bestandteil jeder Ausgabe ist gegen Ende der Sendezeit ein Quiz mit einem kurzen Hörstück, das mit der „CD der Woche“ in Verbindung steht, welche dem Gewinner auch als Preis winkt.